# Qorako‘l
Qorako‘l es una localidad de Uzbekistán, en la provincia de Bujará.
Se encuentra a una altitud de 196 m sobre el nivel del mar. 

## Demografía
Según estimación 2010 contaba con una población de 24 250 habitantes.